# Bracon delusor
Bracon delusor är en stekelart som beskrevs av Maximilian Spinola 1808. Bracon delusor ingår i släktet Bracon och familjen bracksteklar. Inga underarter finns listade.